# Стратоника (жена Митридата VI)
Стратоника Понтийская (др.-греч. Στρατονίκη, лат. Stratonice, ум. 63 год до н. э.) — гречанка из Понтийского царства, ставшая наложницей и четвёртой женой царя Митридата VI.
Она была жительницей города Кабиры, её отцом был арфист.
Она была арфисткой во дворце Митридата VI, стала одной из его наложниц, и вышла за него замуж в 86 году до н. э. От этого брака родился Ксифар.
Стратоника была одной из любимых жён государя, и имела на него большое влияние. Когда в ходе Третьей Митридатовой войны царь готовился бежать на Чёрное море, он оставил свою жену в неприступной крепости Комана, где находились его сокровища.
Стратоника сдала крепость римским войскам под руководством Гнея Помпея при условии, что полководец сохранит жизнь её сыну. Однако Митридат VI казнил сына на глазах матери, тем самым наказав её за измену. Стратоника умерла в 63 году до н. э., когда весь Понт был захвачен войсками Помпея.